# 리치도마뱀붙이
리치도마뱀붙이(New Caledonian giant gecko, Leach's giant gecko)는 1829년에 조지 쿠비에(en:Georges Cuvier)가 최초로 기술한, 뉴칼레도니아에서 가장 큰 도마뱀붙이류 토착종이다.
리치도마뱀붙이는 뉴칼레도니아 본섬의 동부, 남부 지역과 그 근방의 몇몇 작은 섬들에서 발견된다.

## 어원
종명 leachianus는 영국의 동물학자 윌리엄 엘포드 리치(en:William Elford Leach)를 기려 지었다.

## 묘사

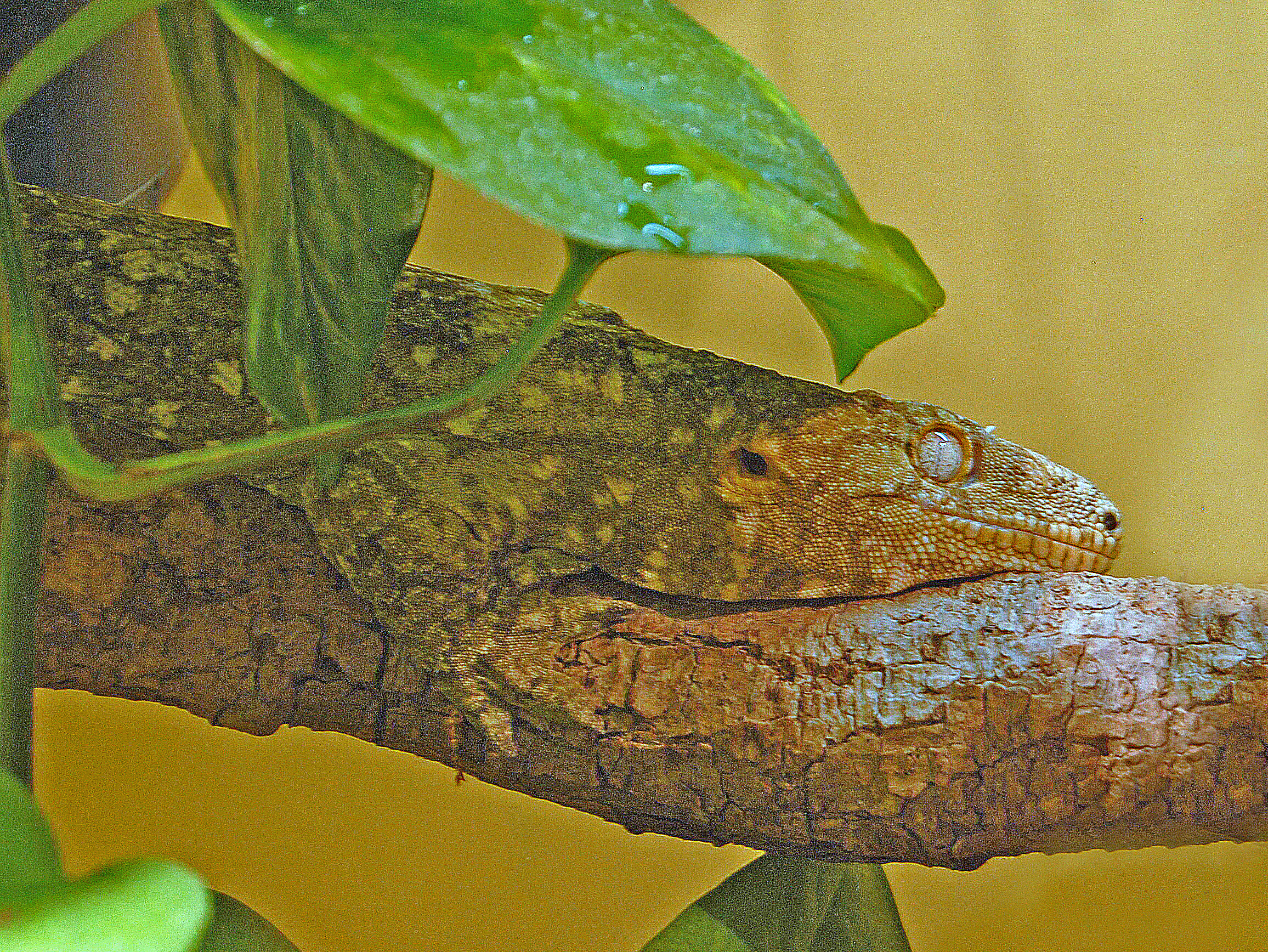
근접 사진

리치도마뱀붙이는 주둥이에서 꼬리 끝까지 36cm에 달하여 현존하는 도마뱀붙이류 중 세계에서 제일 거대하다고 알려져 있으며 섬 거대화(:en:island gigantism)의 일종으로 여겨진다. 몸뚱이는 육중하고, 피부는 느슨하고, 꼬리는 작고 뭉툭하다. 피부는 녹색, 회색, 갈색으로 얼룩져있다.

## 생태
리치도마뱀붙이는 수목성이며 야행성이지만 낮에 햇볕을 쬐러 밖으로 나올 수 있다. 곤충, 거미, 작은 척추동물, 과일, 꽃꿀, 수액을 먹는다.
성체 암컷은 한 번에 두 개의 알을 낳으며, 한 해에 열 번까지 산란할 수 있다.(첫해에 나온 알은 무정란일 확율이 높다.
리치도마뱀붙이는 크게 으르렁댈 수 있으며, 지역 원주민들은 이 녀석들을 "나무에 사는 악마"라고 부른다.

## 민속
뉴칼레도니아의 카낙(:en:Kanak people) 원주민들은 리치도마뱀붙이를 두려워하는데, 이 거대한 도마뱀붙이가 사람의 몸에 매달려서 영혼을 빼낼 수 있다는 오래된 미신 때문이다.

## 보전
이 종의 개체수는 서식지 악화, 파괴에 의해 지속적으로 줄어들어왔으며, 고양이나 설치류 따위의 도입종에게 먹이로서 노려지고 있고 밀렵되기도 한다. 전선을 지나가다가 감전사할 수도 있다. 이 종은 보호되고 있으며 몇 개의 자연보호구역에서 살아간다.

## 사육
이 종은 감금사육(:en:captive breeding)을 통해 번식되고 있다. 야생 개체는 보호되고 있다. 이 종은 사육 시에 40년까지 살아갈 수 있으며 흔히 큰 테라리움에서 길러진다. 번식쌍을 같이 사육할 수 있지만, 그렇지 않은 경우에는 같은 사육장에서 기를 경우 서로 공격할 수 있다. 이 종은 수목성 도마뱀붙이이기 때문에 넓은 수직 공간과 나무구멍을 모방한 것을 배치하여야 한다. 먹이는 시판되는 도마뱀붙이류 식단을 급여하면 되며, 살아있는 곤충을 줄 수도 있다.

## 분류
역사적으로 리치도마뱀붙이는 모식아종을 포함하여 R. l. aubrianus, R. l. henkeli (1994년에 Seipp, Obst가 최초로 기술함), R. l. leachianus 의 세 아종으로 나뉜다고 알려져있었다. 하지만 이후 분자 데이터를 토대로 현재로서는 아종으로 나눌만한 유전적인 차이가 있는 개체군은 존재하지 않는다는 것이 밝혀졌다.